# Cosmos bipinnatus
La cosmea (Cosmos bipinnatus Cav.) è una pianta appartenente alla famiglia Asteraceae.

Si tratta di una specie ornamentale molto frequente nei giardini a clima temperato.

## Descrizione
Cosmos bipinnatus è una pianta annuale di altezza tra 60 e 120 cm. Le varietà coltivate sono di vari colori, dal viola al rosa al bianco. Le sue foglie sono molto fini.

## Coltivazione
La germinazione impiega dai 7 ai 10 giorni alla temperatura ottimale di 24 °C, mentre la fioritura comincia 60-90 giorni dopo la germinazione. Preferisce un suolo alcalino con pH compreso tra 6.0 a 8.5, che riflette il suo habitat originario dell'America centrale. Non sopporta bene le intemperie e la siccità.

## Tassonomia

### Sinonimi
Sono stati riportati i seguenti sinonimi:
- Bidens bipinnata Baill.
- Bidens formosa (Bonato) Sch.Bip.
- Bidens lindleyi Sch.Bip.
- Coreopsis formosa Bonato
- Coreopsis formosa Bonato ex Pritz.
- Cosmea tenifolia (Lindl.) Lindl. ex Heynhold
- Cosmea tenuifolia (Lindl.) J.W.Loudon
- Cosmea tenuifolia Lindl. ex Heynh.
- Cosmos bipinnatus var. albiflorus Sprenger
- Cosmos bipinnatus var. bipinnatus
- Cosmos bipinnatus var. exaristatus DC.
- Cosmos bipinnatus var. typicus Sherff
- Cosmos bipinnatus var. xanthos
- Cosmos formosa Bonato
- Cosmos hybridus auct.
- Cosmos hybridus Goldring
- Cosmos spectabilis auct.
- Cosmos tenuifolia Lindl.
- Cosmos tenuifolius Lindl.
- Cosmos ×spectabilis Carrière
- Cosmos ×spectabilis var. alba Carr.
- Cosmos ×spectabilis var. rosea Carr.
- Cosmos ×spectabilis var. ×spectabilis
- Georgia bipinnata (Cav.) Spreng.

## Galleria d'immagini

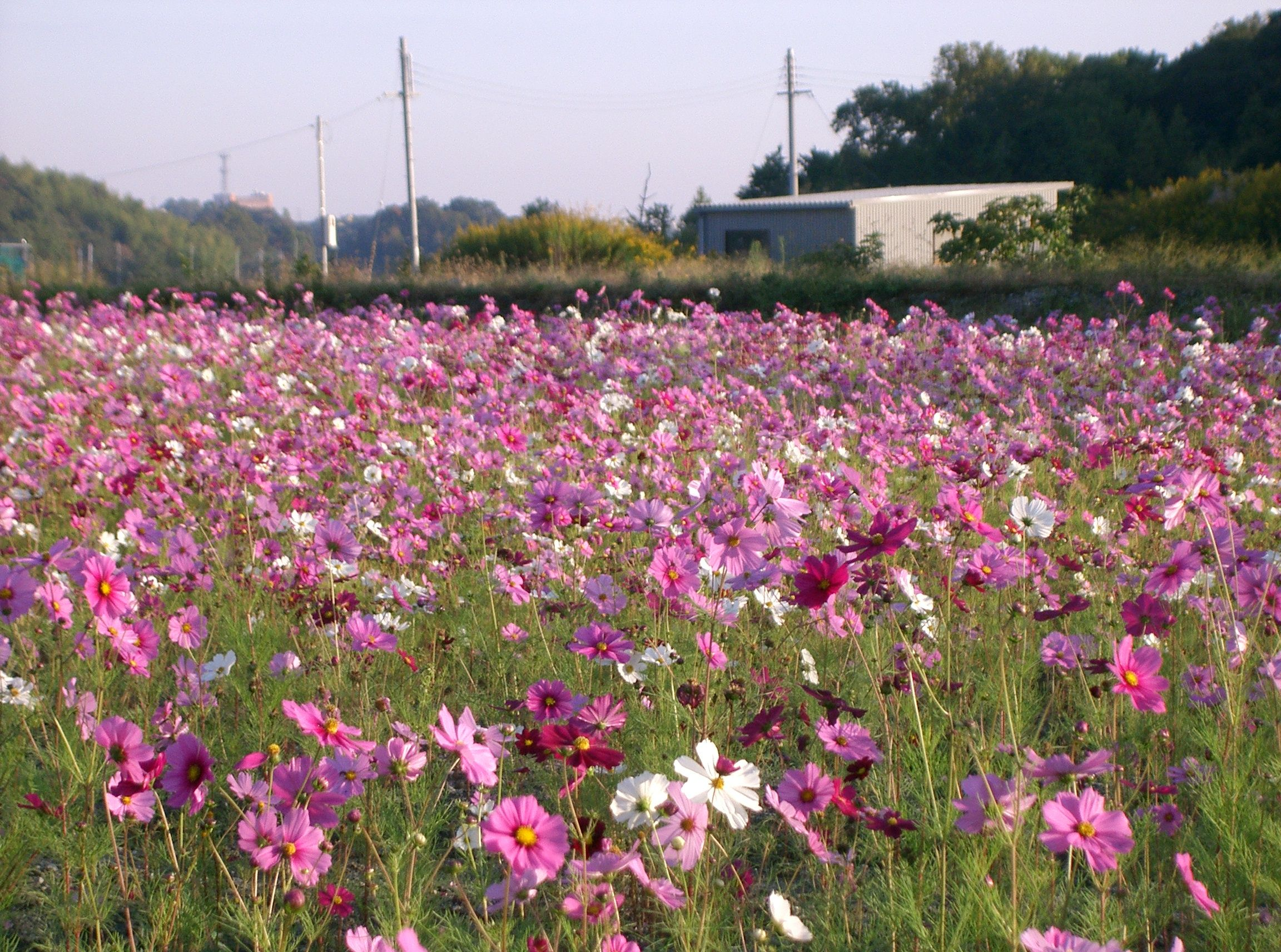
Prato con molte cosmee dei colori più tipici
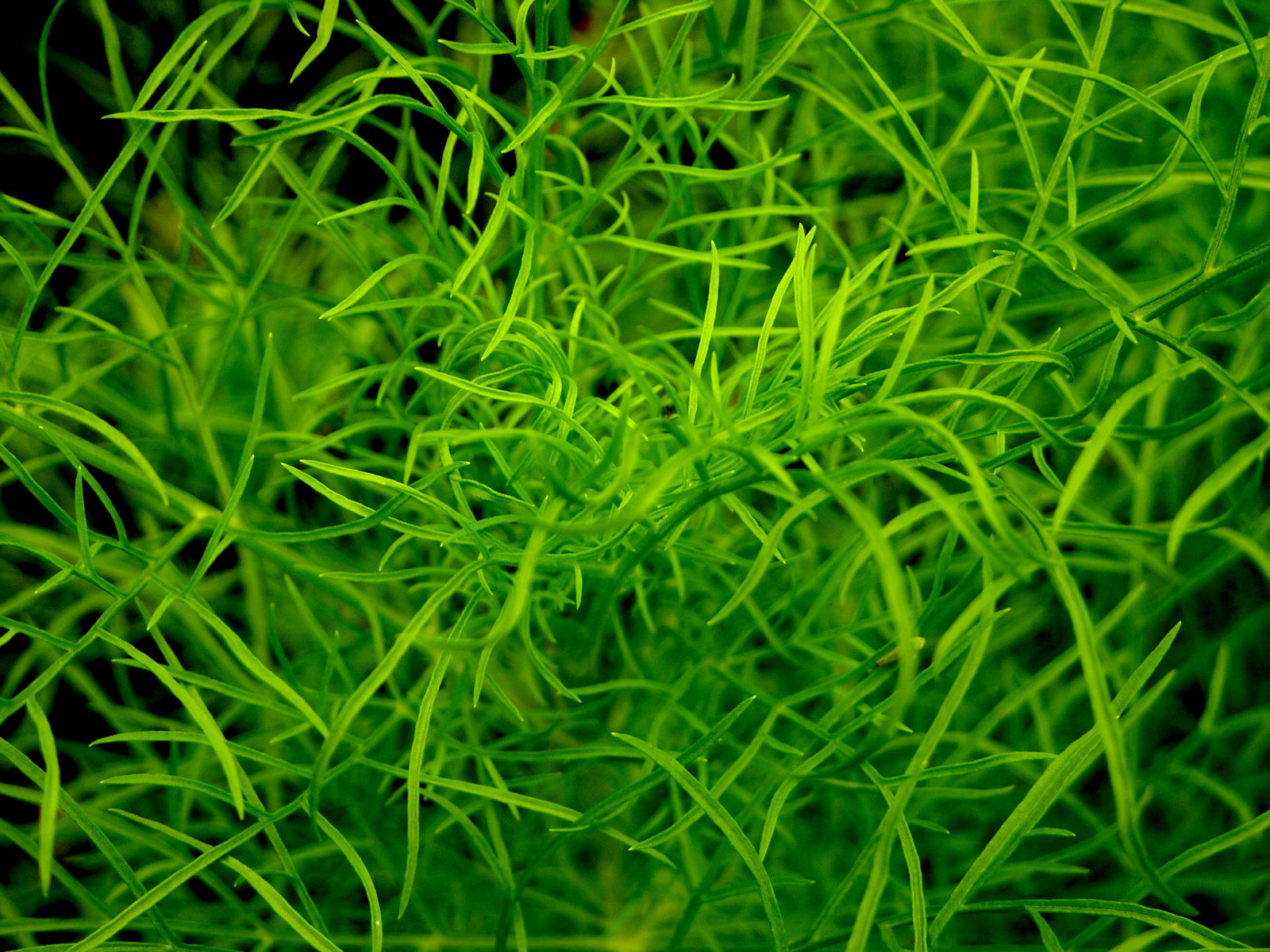
Foglie di cosmea
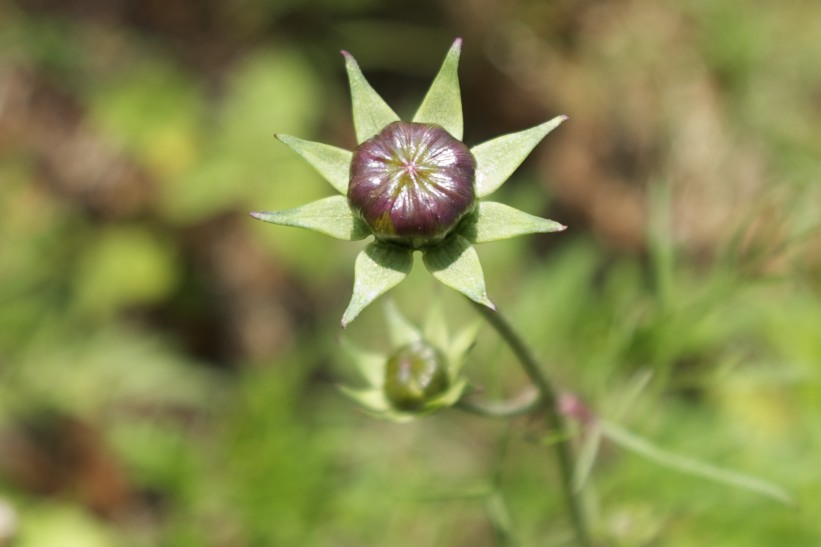
Le gemme dei fiori
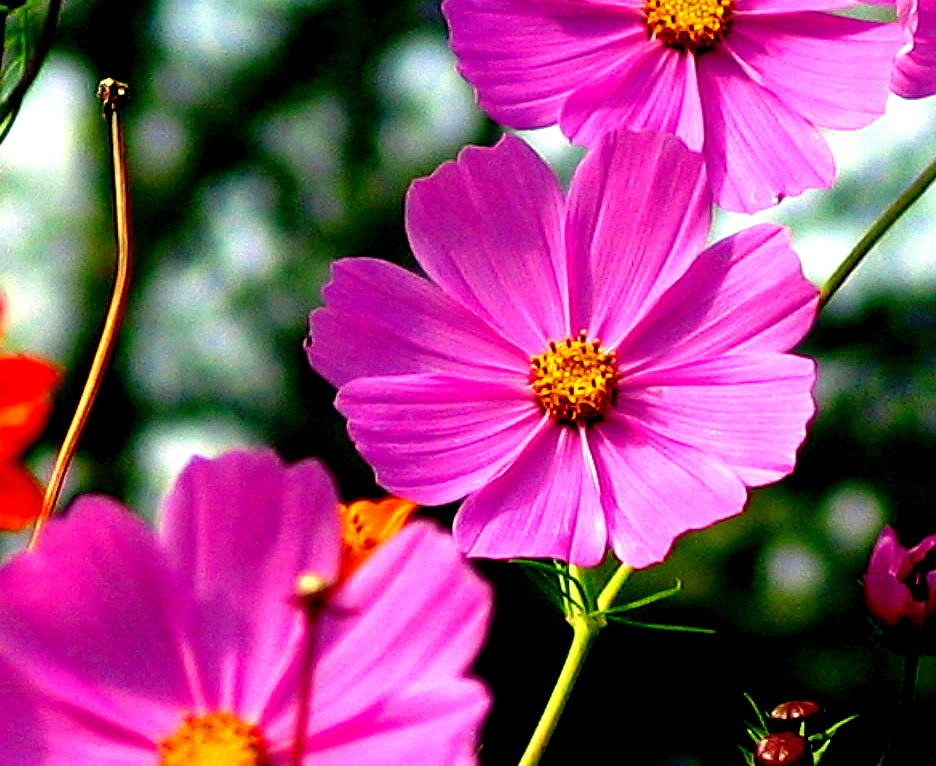
Cosmea viola
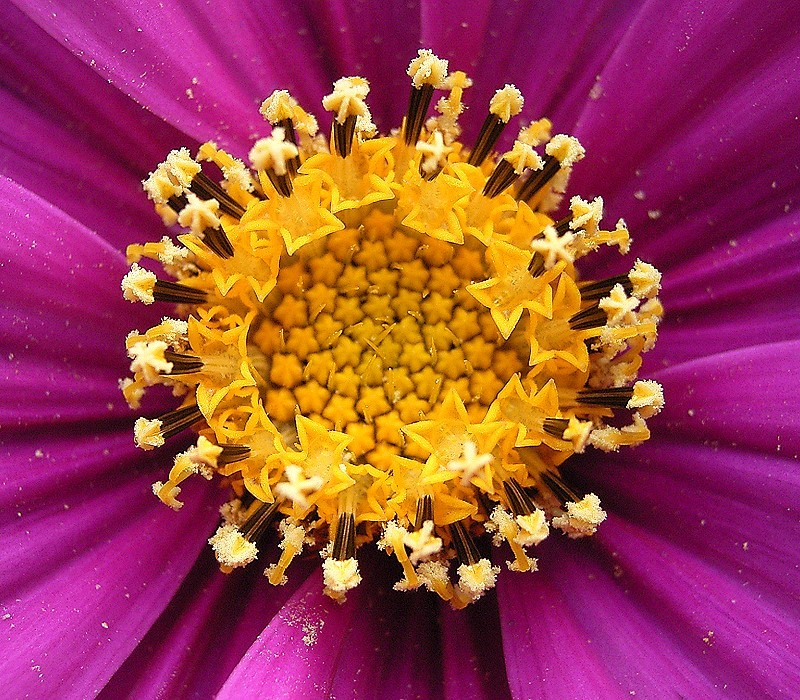
Dettaglio del fiore
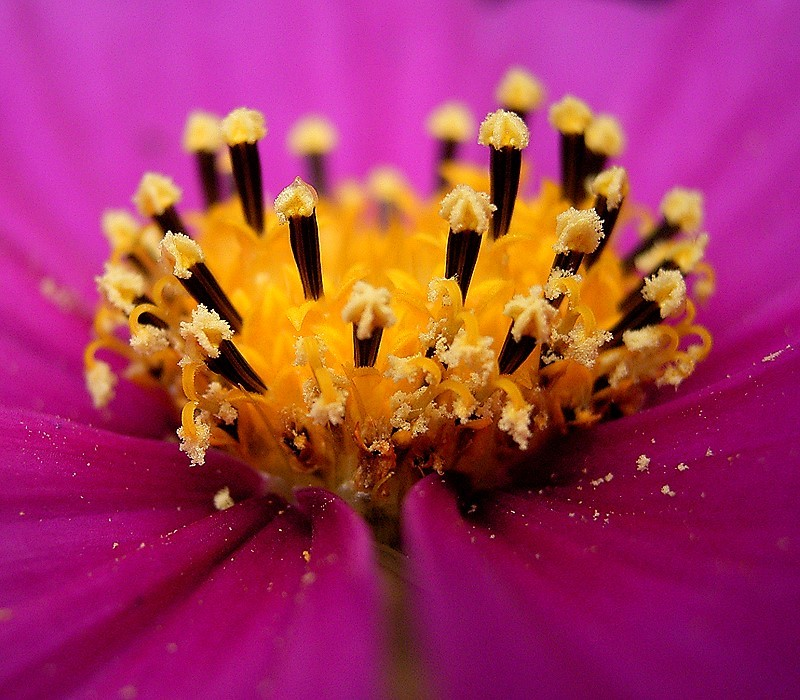
Dettaglio del fiore lateralmente
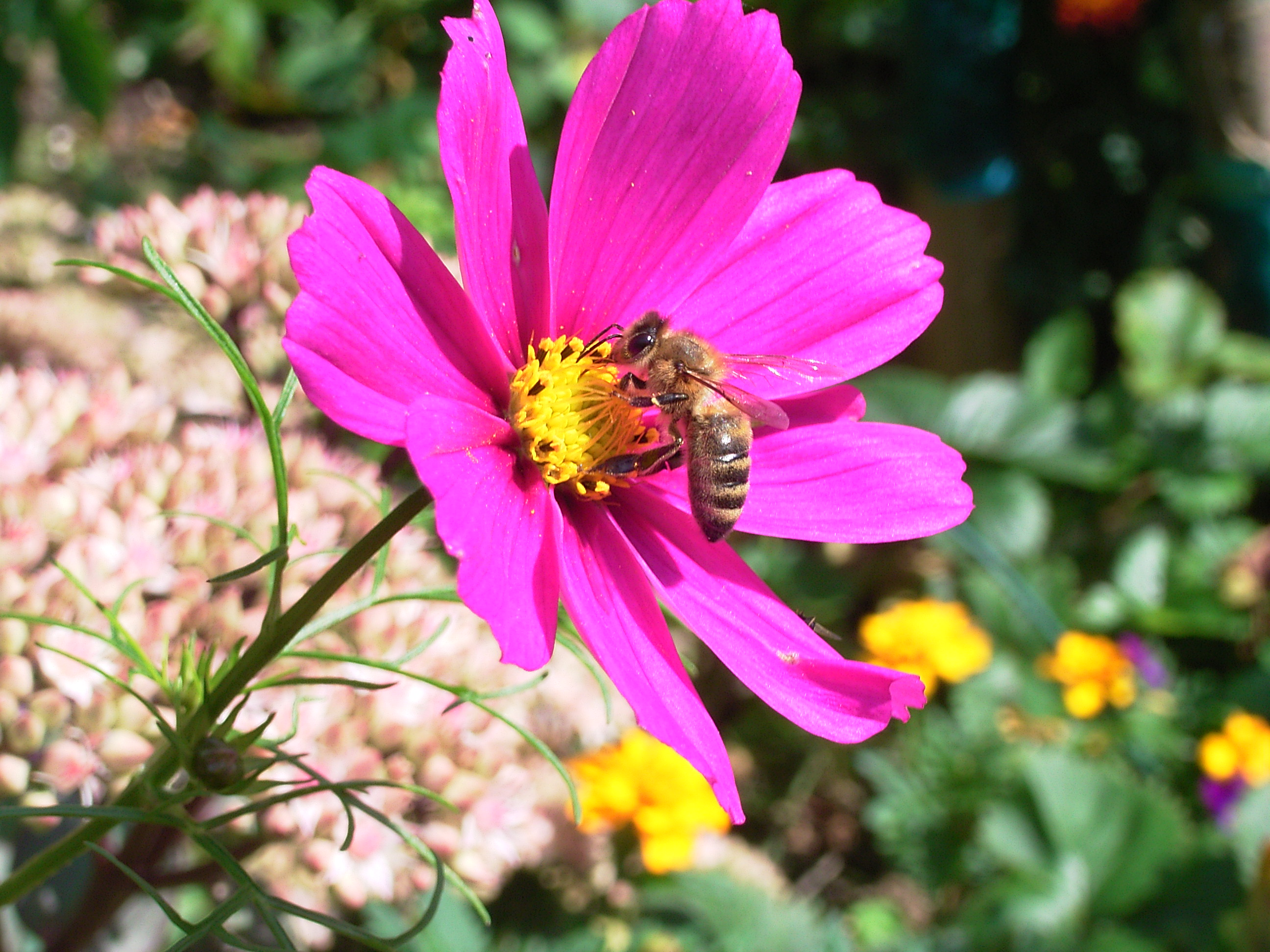
Ape sul fiore